# Pachycondyla ferruginea
Pachycondyla ferruginea är en myrart som först beskrevs av Smith 1858.  Pachycondyla ferruginea ingår i släktet Pachycondyla och familjen myror.

## Underarter
Arten delas in i följande underarter:
- P. f. ferruginea
- P. f. panamensis